# Chuzo

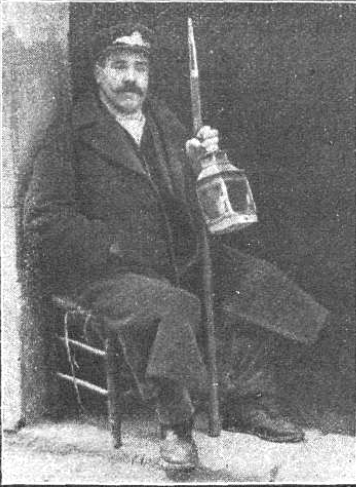
Sereno sosteniendo un chuzo en 1912

Un chuzo es un arma blanca rudimentaria compuesta de un palo al que se le añade una punta, generalmente de hierro. La punta colocada en el extremo del mango es denominada moharra. Se trata de un arma de asta ofensiva activa, muy simple, especialmente usada en la Edad Media.
Por extensión, se emplea el término chuzo para designar cualquier arma de hierro con características similares.
Durante la Edad Media el chuzo fue muy utilizado en Aragón, Cataluña, Navarra (donde recibia el nombre de azcona), en los Países Bajos y Alemania (donde recibía el nombre de goedendag, "buenos días", porque se alzaba para saludar al rey).
Fue en Suiza donde más aceptación tuvo y de ahí que en España se le denomine «chuzo», por malformación de la palabra «suizo».
Durante los siglos XIX y XX quedó restringido casi exclusivamente al uso de los serenos o vigilantes nocturnos civiles de las grandes poblaciones, que rondaban las calles para seguridad. La figura del sereno desapareció en España a mediados del siglo XX.
El sereno tenía por función decir en voz alta el tiempo, la hora y rondar por la noche avisando de los incendios y evitando los robos. Llevaba gorra de plato y portaba las llaves de los portales en una mano y el chuzo en la otra. Sobre el chuzo solía colgar un farolillo.

## Otros significados
Partiendo de su significado original histórico («un arma de hierro») se encuentran una gran variedad de significados derivados de la palabra chuzo, especialmente en las diferentes regiones de Iberoamérica. Así por ejemplo, en Chile el chuzo (también llamado barreta) es una herramienta que se usa en los trabajos duros de perforación de tierra, abrir brechas, construcción de caminos, jardinería, etc. En México, chuzo significa zapato (de animal). En el Perú la palabra se aplica para designar un corte o una cicatriz producida por arma blanca, y en Colombia, aparte del significado de cuchillo en el lenguaje popular o coloquial, puede también referirse a la forma cariñosa con la que los colombianos se refieren a un pequeño local o empresa de su propiedad o punto de encuentro. En Venezuela se usa para identificar al cuchillo improvisado usado sobre todo en las cárceles.
Efectivamente su nombre proviene del uso de la palabra para una comida que consiste en trozos de carne atravesados por un palo de madera o guadua; "Nos vemos en el chuzo" o "voy a abrir el chuzo", son expresiones muy cotidianas. En Costa Rica el término chuzo aparte de su significado original puede significar también que algo está muy bueno o muy lindo: "¡Tu carro es un chuzo!". En España denomina "chuzo" a una persona borracha (por "borrachuzo").

## Expresiones relacionadas
- «Caer chuzos de punta»: se dice así cuando llueve, nieva o graniza con especial ímpetu.[1]